# مات باتريك
مات باتريك (بالإنجليزية: Matt Patrick)‏ (و. 1919 – 2005 م) هو لاعب كرة قدم، من المملكة المتحدة، توفي في يورك، عن عمر يناهز 86 عاماً.